# 馬爾沙伊德巴赫河

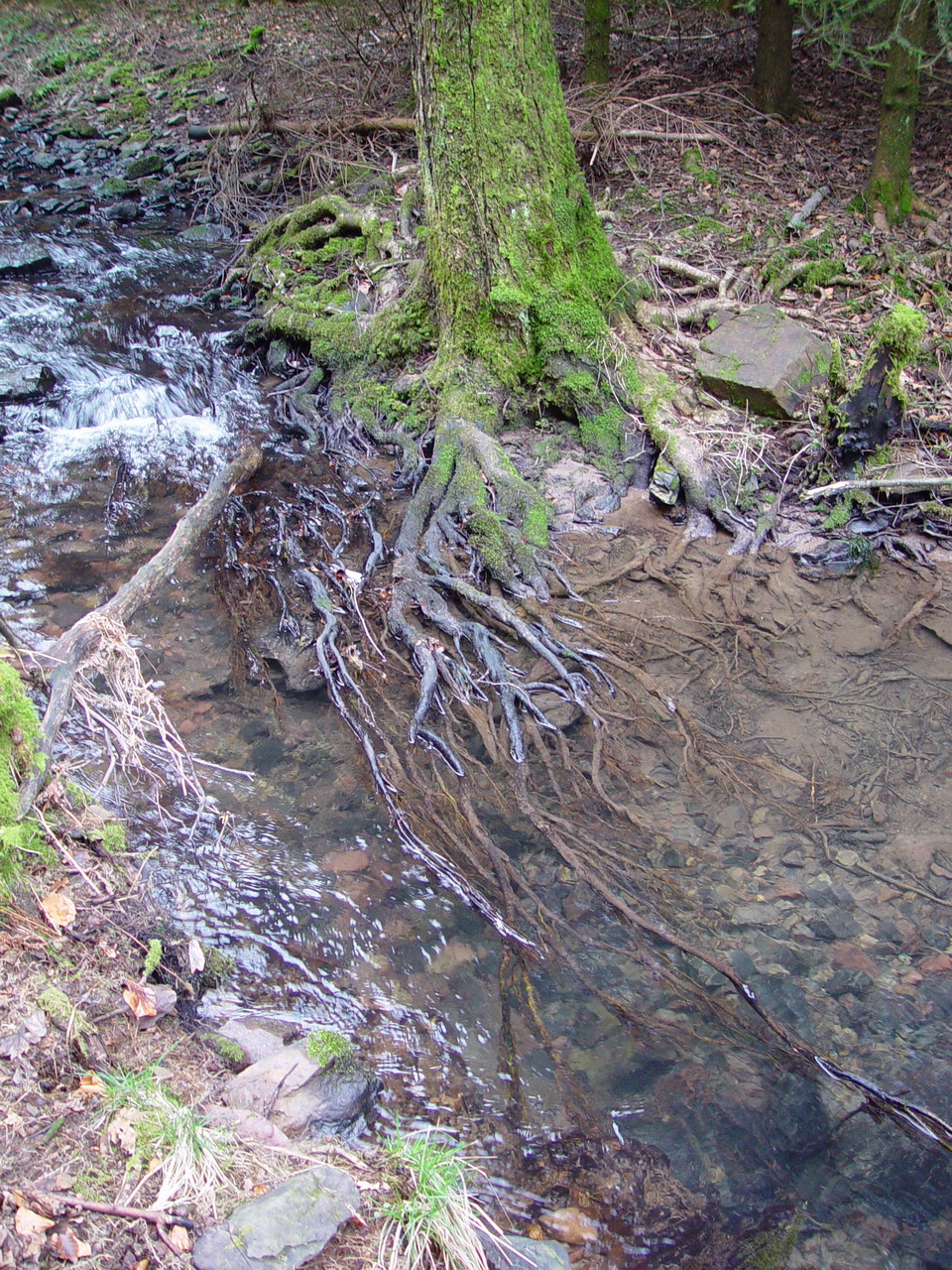

51°15′16″N 7°15′15″E / 51.25444°N 7.25417°E
馬爾沙伊德巴赫河（德語：Marscheider Bach），是德國的河流，位於該國西部，處於北萊茵-威斯特法倫州，屬於伍珀河的左支流，河道全長6.1公里，流域面積6.7平方公里。